# Slash's Snakepit
Slash's Snakepit byla rocková skupina, kterou založil tehdejší kytarista Guns N' Roses Slash v roce 1994. Kolegové z Guns N' Roses Matt Sorum (bicí) a Gilby Clarke (kytara) byli také mezi původními členy. Na basu hrál Mike Inez z Alice in Chains. Eric Dover (který předtím hrál na kytaru v kapele Jellyfish) zpíval. Další z GN'R jako Teddy Andreadis (harmonika) a Dizzy Reed (klávesy) se v sestavě také objevili.
První a nejvýznamnější sestava, často považovaná za „pravé“ Slash's Snakepit (sestava z roku 2000 s Rodem Jacksonem nebyla fanoušky ani kritiky oproti první moc přijata) vydala v březnu 1995 album It's Five O'Clock Somewhere.

## První Slash's Snakepit (1994–1995)
Sestavy kapely se různě měnily, po nahrání prvního alba se 1. dubna 1995 rozhodl skupinu opustit Matt Sorum, který odešel z důvodu práce na dodnes nevydaném albu Guns N' Roses a Mike Inez, který rovněž pracoval na nové desce své kapely Alice in Chains. Manažer kapely Tom Maher hledal tedy náhrady a našel — z kapely Zakka Wylde, Pride and Glory, do kapely přišli bubeník Brian Tichy a baskytarista James LoMenzo. Videoklip k písni „Good To Be Alive“ byl prvním kde se Tichy a LoMenzo objevili.

## Druhý Slash's Snakepit (1998–2002)
Slash kapelu oživil ze základů kapely Slash's Blues Ball v roce 1998. Z Blues Ballu si s sebou vzal baskytaristu Johnnyho Griparice a kapele opět na klávesách pomáhal Teddy Andreadis. V roce 1999 do sestavy vstoupili kytarista Ryan Roxie, zpěvák Rod Jackson (ex-Rag Doll) a bubeník Matt Laug. Roxieho pak v průběhu roku nahradil kytarista Keri Kelli, on i Roxie jsou známí z hraní s Alice Cooperem. V roce 2002 se kapela rozpadla a Slash spolu s Duffem McKaganem a Mattem Sorumem založili kapelu The Project, později známou jako Velvet Revolver.
Po rozpadu Velvet Revolver Slash dva roky na to založil Slash ft. Myles Kennedy and the Conspirators, s tou hrají i některé písně Snakepitu jako je „Beggars and Hangers On“ či „Mean Bone“.

## Diskografie
- It's Five O'Clock Somewhere (1995)
- Ain't Life Grand (2000)

## Sestavy
Pozn.: Nezahrnuje sezónní muzikanty

### 1994
První jamy
- Slash – kytara
- Gilby Clarke – kytara
- Mike Inez – baskytara
- Matt Sorum – bicí

### 1994–1995
Skládání a nahrávání prvního alba
- Eric Dover – zpěv
- Slash – kytara
- Gilby Clarke – kytara
- Mike Inez – baskytara
- Matt Sorum – bicí

### 1995
Turné k prvnímu albu
- Eric Dover – zpěv
- Slash – kytara
- Gilby Clarke – kytara
- James LoMenzo – baskytara
- Brian Tichy – bicí

### 1998–2000
Turné na rok 1999 a příprava druhého alba
- Rod Jackson – zpěv
- Slash – kytara
- Ryan Roxie – kytara
- Johnny Griparic – baskytara
- Matt Laug – bicí
- Teddy Andreadis – klávesy

### 2000–2001
Turné k druhému albu
- Rod Jackson – zpěv
- Slash – kytara
- Keri Kelli – kytara
- Johnny Griparic – baskytara
- Matt Laug – bicí
- Beathoven – klávesy